# イテル・ピシャ
イテル・ピシャ（Īter-pīša、inscribed i-te-er-pi/pi4-ša 「彼女の指揮力はその上をいく」の意、）は、古代メソポタミアの都市国家・イシン第1王朝の王。
在位期間は低年代説によると紀元前1769年から紀元前1767年、中年代説によると紀元前1833年から紀元前1831年。シュメール王名表には、「神のイテル・ピシャは4年間支配した」とある。ダミーク・イリーシュの治世の4年目に書かれたウル・イシン王名表には、僅か3年の治世が記されている。イテル・ピシャの前任者と後継者との関係は不確実であり、彼の治世は王朝の一般的な衰退の期間中に落ちる。

## 略歴
イテル・ピシャはラルサの王ワラド・シン（紀元前1770年頃から紀元前1758年頃）と同時代の人物で、その弟であり後継者であるリム・シン1世は、40年後にその王朝を転覆させ、両都市の対立関係に終止符を打つことになる。イテル・ピシャは王名表と幾つかの法律と行政のテキストの年号の日付式からのみ知られている。イテル・ピシャの年号のうちの2つは、それぞれウトゥとイナンナのために銅製のリリスを提供したことに由来しており、リリスは神殿の儀式で使用されるケトルドラムである
。
彼が最もよく知られているのは、その内容があまり理解されていなかった頃、Nabi-Enlilからイテル・ピシャへの手紙として一般的に知られていた文学作品であろう。七つの断片的な写本に現存しており、苦境に陥った臣下から王への嘆願文と思われる。これは24行の作文で、その後の旧バビロニア時代の走り書き教育に使われたベル・レットルとなっている。